# Super Ape Inna Jungle
A Super Ape Inna Jungle című lemez Lee "Scratch" Perry és Mad Professor zenészek közös munkája.

## Számok
1. I'm Not A Human Being
2. Nasty Spell
3. Writing On The Wall
4. Why Complaining?
5. Thunder & Lightning
6. Super Ape Inna Jungle
7. Jungle Roots
8. Black Spell
9. Dancing Boots
10. Sheba Dance

## Zenészek
- Mad Professor – vokál
- Mad Professor – mix
- Lee "Scratch" Perry – ütősök
- Lee "Scratch" Perry – vokál
- Juggler – mix